# John O’Connell (Basketballspieler)
John Lonergan O’Connell (* 5. Juli 1974 in New York City) ist ein ehemaliger US-amerikanisch-irischer Basketballspieler.

## Laufbahn
O’Connell spielte von 1992 bis 1996 am Saint Anselm College im US-Bundesstaat New Hampshire und studierte Soziologie. In 103 Spielen erzielte er insgesamt 1329 Punkte, das entspricht einem Durchschnitt von 12,9 je Begegnung. Der 1,97 Meter große Flügelspieler wurde im Januar 2018 in die Sport-Ruhmeshalle der Hochschule aufgenommen.
Er begann seine Laufbahn als Berufsbasketballspieler in den USA bei den New Hampshire Thunder Loons in der Liga USBL. In der Saison 1996/97 verstärkte der Flügelspieler den deutschen Zweitligisten Forbo Paderborn und verließ die Ostwestfalen nach einem Spieljahr wieder. Er wurde im Oktober 1997 von Caja San Fernando (Spanien) unter Vertrag genommen. Für den spanischen Erstligisten kam er 1997/98 auf 19 Punktspieleinsätze (6,5 Punkte/Spiel).
Im Dezember 1998 wurde er von Rueil Mailmaison AC (Frankreich) verpflichtet, im Februar 1999 wechselte O’Connell zu UD Oliveirense nach Portugal. Zum Spieljahr 2000/2001 schloss er sich Telindus Antwerpen in Belgien an. Er kam in Antwerpen auch zu internationalen Einsätzen, nahm mit der Mannschaft am Europapokal Saporta-Cup teil.
In der Saison 2001/02 erzielte er für die englische Mannschaft Birmingham Bullets im Schnitt 10,8 Punkte und 7 Rebounds je Begegnung. Im September 2002 wurde er von Birminghams Ligakonkurrent, den London Towers, unter Vertrag genommen. 2003/04 stand er bei den London Lions in England unter Vertrag.
Mit der irischen Nationalmannschaft nahm O’Connell unter anderem an Europameisterschaftsausscheidungsrunden teil.